# Лусито (Алесандрија)
Лусито је насеље у Италији у округу Алесандрија, региону Пијемонт.
Према процени из 2011. у насељу је живело 79 становника. Насеље се налази на надморској висини од 278 м.